# Dyskobolia Grodzisk Wielkopolski
Dyskobolia Grodzisk Wielkopolski (vollständig: Klub Sportowy Dyskobolia Grodzisk Wielkopolski) ist ein polnischer Fußballklub aus Grodzisk Wielkopolski (dt. Grätz). Heimstätte ist das Stadion Dyskobolia mit 5383 Plätzen. Die Klubfarben sind Grün und Weiß und im Vereinswappen steht die Figur des griechischen Diskuswerfers (Diskobolos) nach der bekannten Skulptur von Myron.

## Geschichte
Nach seiner Gründung am 30. April 1922 spielte der Klub viele Jahrzehnte in unteren Spielklassen. Mitte der 1990er-Jahre übernahm Zbigniew Drzymała, Präsident der Automobilfirma „Inter Groclin“, die Präsidentschaft des Vereins und verhalf ihm 1997 zum erstmaligen Aufstieg in die oberste Liga, die Ekstraklasa.
Den ersten internationalen Auftritt hatte Dyskobolia Grodzisk im UEFA Intertoto Cup 2001, wo man allerdings bereits in der ersten Runde an Spartak Varna scheiterte.
2003 wurde Dyskobolia Grodzisk Vizemeister und spielte anschließend im UEFA-Pokal 2003/04. Nach Erfolgen über Atlantas Klaipėda (2:0, 4:1), Hertha BSC (0:0, 1:0) und Manchester City (1:1, 0:0) erreichte der Klub die 3. Runde des Wettbewerbs, schied dort jedoch gegen Girondins Bordeaux (0:1, 1:4) aus.
2005 wurde man abermals Vizemeister und gewann den ersten Titel der Vereinsgeschichte, den polnischen Pokal. Im UEFA-Pokal 2005/06 kam in der 1. Runde gegen den RC Lens mit 1:1 und 2:4 das Aus.
Im Jahr 2007 konnte Dyskobolia den zweiten Pokalsieg feiern und war somit im UEFA-Pokal 2007/08 vertreten. In der 1. Qualifikationsrunde konnte man sich gegen den aserbaidschanischen Vertreter MKT Araz İmişli (0:0, 1:0) durchsetzen. In der 2. Qualifikationsrunde konnte sich Dyskobolia gegen die kasachische Mannschaft Tobyl Qostanai durchsetzen (1:0, 2:0). In der 1. Hauptrunde des UEFA-Pokal 2007/08 traf Dyskobolia auf den serbischen Top-Klub Roter Stern Belgrad und schied (0:1, 0:1) aus. Am 11. Juli 2008 verkaufte der Besitzer und Präsident des Vereins, Zbigniew Drzymała den Verein an den Besitzer von Polonia Warschau. Der Verein aus der Hauptstadt übernahm den Platz von Dyskobolia in der Ekstraklasa. Gleichzeitig wurde ein neuer Verein mit dem Namen Dyskobolia gegründet, der in der Saison 2008/09 in der 4. polnischen Liga startete. Später war das Stadion in Ptaszkowo die Heimspielstätte des Vereins. Der Verein spielte zunächst einige Saisons in der sechstklassigen Klasa okręgowa, bis er zur Saison 2015/16 den Spielbetrieb einstellte. In der Saison 2020/21 spielt der Verein wieder in der Klasa Okręgowa Grupa: Wielkopolska IV.

## Titel
- Polnischer Pokalsieger: 2005, 2007

## Europapokalbilanz
| Saison  | Wettbewerb         | Runde                  | Gegner                   | Gesamt    | Hin     | Rück    |
| ------- | ------------------ | ---------------------- | ------------------------ | --------- | ------- | ------- |
| 2001    | UEFA Intertoto Cup | 1. Runde               | Spartak Warna            | 1:4       | 1:0 (H) | 0:4 (A) |
| 2003/04 | UEFA-Pokal         | Qualifikation          | Atlantas Klaipėda        | 6:1       | 2:0 (H) | 4:1 (A) |
| 2003/04 | UEFA-Pokal         | 1. Runde               | Hertha BSC               | 1:0       | 0:0 (A) | 1:0 (H) |
| 2003/04 | UEFA-Pokal         | 2. Runde               | Manchester City          | (a)1:1(a) | 1:1 (A) | 0:0 (H) |
| 2003/04 | UEFA-Pokal         | 3. Runde               | Girondins Bordeaux       | 1:5       | 0:1 (H) | 1:4 (A) |
| 2005/06 | UEFA-Pokal         | 2. Qualifikationsrunde | FK Dukla Banská Bystrica | 4:1       | 4:1 (H) | 0:0 (A) |
| 2005/06 | UEFA-Pokal         | 1. Runde               | RC Lens                  | 3:5       | 1:1 (A) | 2:4 (H) |
| 2007/08 | UEFA-Pokal         | 1. Qualifikationsrunde | MKT Araz İmişli          | 1:0       | 0:0 (A) | 1:0 (H) |
| 2007/08 | UEFA-Pokal         | 2. Qualifikationsrunde | Tobyl Qostanai           | 3:0       | 1:0 (A) | 2:0 (H) |
| 2007/08 | UEFA-Pokal         | 1. Runde               | Roter Stern Belgrad      | 0:2       | 0:1 (H) | 0:1 (A) |

Gesamtbilanz: 20 Spiele, 8 Siege, 6 Unentschieden, 6 Niederlagen, 21:19 Tore (Tordifferenz +2)

## Trainer
- Dušan Radolský (2003–2005)

## Spieler
- Takesure Chinyama, ehemaliger simbabwischer Nationalspieler
- Tadeusz Fajfer, langjähriger Stammtorhüter von Dyskobolia
- Tomasz Jodłowiec, polnischer Nationalspieler
- Ivica Križanac, ehemaliger kroatischer Nationalspieler und russischer Meister
- Radek Mynář, ehemaliger Kapitän von Dyskobolia Grodzisk
- Sebastian Mila, aktueller polnischer Nationalspieler, österreichischer Meister und Pokalsieger
- Grzegorz Rasiak, ehemaliger polnischer Nationalspieler
- Andrzej Niedzielan, ehemaliger polnischer Nationalspieler
- Radosław Majewski, ehemaliger polnischer Nationalspieler
- Radosław Sobolewski, ehemaliger polnischer Nationalspieler und mehrfacher polnischer Meister
- Mariusz Lewandowski, ehemaliger Kapitän der polnischen Nationalmannschaft und mehrfacher ukrainischer Meister
- Sebastian Przyrowski, ehemaliger polnischer Nationalspieler
- Adrian Sikora, ehemaliger polnischer Nationalspieler
- Bartosz Ślusarski, ehemaliger polnischer Nationalspieler
- Marcin Zając, ehemaliger polnischer Nationalspieler